# Blokstelsel

Schema van een automatisch blokstelsel met seinen naar Belgisch voorbeeld

Een blokstelsel of blokbeveiliging beveiligt het spoorverkeer op de vrije baan tegen botsingen. De vrije baan is een spoorweg zonder wissels tussen twee (stations)emplacementen. Blokstelsels worden toegepast op vrijwel alle hoofdspoorwegnetten, stadsspoorwegen en metro's.
Bij stations en emplacementen is er een onderscheid tussen enerzijds de bediening van wissels en seinen, en anderzijds de rijwegbeveiliging die er voor zorgt dat die bediening niet tot onveilige situaties leidt. Andere woorden voor rijwegbeveiliging zijn rijwegvergrendeling en stationsbeveiliging. Het Engelse woord is interlocking.

## Werking
Het principe van een blokstelsel is dat de vrije baan is verdeeld in blokken, waarbij er in één blok hooguit één trein kan zijn. Als het zeker is dat in een blok geen trein aanwezig is, ook niet gedeeltelijk, dan is het blok vrij. Anders is is het blok bezet.
Om te bepalen of een blok vrij of bezet is wordt vaak gebruik gemaakt van treindetectie, bijvoorbeeld assentellers of spoorstroomlopen. Vroeger was het een van de taken van de seinwachters om het passeren van treinen waar te nemen en de passage van een trein aan het eind van een blok door te geven aan de seinwachter aan het begin van dat blok. Tegenwoordig zijn er beveiligingssystemen waarbij treinen zelf hun positie meten. Via radioverbindingen geeft de treinapparatuur de positie door aan de beveiligingsapparatuur van de spoorbaan. Deze apparatuur bepaalt dan op basis van de positiemeldingen van treinen welke gedeelten van het spoor bezet zijn.

## De ontwikkeling van het blokstelsel
In de tijd is de techniek van de besturing en beveiliging van de vrije baan en stationsemplacementen een aantal malen fundamenteel gewijzigd. Voor de beveiliging van spoorwegen zijn in de loop van de tijd vier generaties van technieken ontstaan:
- Beveiliging zonder rijwegvergrendelingen of interlockings.
- Klassieke beveiliging, mechanische beveiligingen die onveilige handelingen van seinhuiswachters blokkeren.
- Bediening en beveiliging op basis van relais. Met relaisbeveiliging kon veel worden geautomatiseerd. Seinen en wissels worden elektrisch bediend en sein- en wisselwachters werden vervangen door treindienstleiders. De relaisbeveiliging van de vrije baan werd bekend als automatisch blokstelsel, omdat de werking geheel automatisch is en er geen personeel langs de vrije baan meer nodig was.
- Bediening en beveiliging op basis van micro-elektronica. Deze beveiligingen maken een nog grotere centralisatie van de bediening van het treinverkeer mogelijk.

In het vervolg van dit artikel worden de vier generaties van technieken beschreven.

## Beveiligingen zonder rijwegvergrendelingen of interlockings

### Afspraak
Wanneer er zekerheid is dat er slechts één trein op het spoor zal rijden zijn geen beveiligingsmaatregelen nodig die voorkomen dat treinen zullen botsen. Wanneer één of meer stations met elkaar verbonden zijn met een enkelsporige lijn kan een dienstregeling gemaakt worden waar treinen elkaar op bepaalde stations zullen kruisen. De afspraak is dan een trein op zo'n station alleen mag vertrekken als de trein uit de tegenrichting op dat station gearriveerd is. Zolang aan die afspraak vastgehouden wordt is een botsing met treinen onderling uitgesloten.
Met de komst van de telegraaf en later de telefoon kunnen wachters of treindienstleiders telefonisch afspraken maken over het treinverkeer. Dan kunnen ook dubbelsporige spoorlijnen beveiligd worden.

### Attribuut
Een enkelsporige lijn kan ook veilig uitgebaat worden met de afspraak dat de machinist op een specifiek deel van de lijn een uniek attribuut bij zich moet hebben, bijvoorbeeld een staf, een bal of een ring. Heeft de machinist dit attribuut bij zich, dan weet hij zeker dat hij de enige is op dit deel van de spoorlijn en kan er dus geen aanrijding met een andere trein plaatsvinden.
Bij het gebruik van een attribuut kunnen treinen alleen in afwisselende richtingen rijden. Met de komst van de telegraaf werd het mogelijk meerdere treinen na elkaar in dezelfde richting te laten rijden. Er worden dan meerdere identieke attributen gebruikt, die geplaatst werden in toestellen. Het toestel registreert, vaak mechanisch, hoeveel attributen er in het toestel zitten. Een attribuut, eenmaal in het toestel geplaatst, kan er daarna niet meer worden uitgenomen. De toestellen van de baanwachtersposten aan het begin en aan het eind van het traject staan met elkaar in verbinding en tellen het aantal attributen dat er in zit bij elkaar op. Alleen als alle attributen in een van beide toestellen zitten, kan er één worden uitgenomen. De procedure om een attribuut uit een toestel te nemen is zo vormgegeven dat het niet mogelijk dat beide baanwachters gelijktijdig een attribuut uit hun toestel nemen. Er kan dus maar één attribuut buiten de toestellen zijn en zo wordt bereikt dat de machinist die een attribuut bij zich heeft de zekerheid heeft dat er geen andere machinist een attribuut voor dat traject zal hebben.

### Bijzonderheden

#### Hedendaags gebruik
Blokbeveiligingen zonder rijwegvergrendelingen zijn in gebruik in bijvoorbeeld Noord-Amerika. Daar worden gebieden waar het spoorverkeer op deze manier wordt beveiligd dark area genoemd, een gebied waar geen spoorwegseinen zijn en dus geen seinlampen branden.

#### Registraties
Personeel, spoorwegwachters, speelden een belangrijke rol in de oudere vormen van blokbeveiliging. Wachters werden verplicht om alle treinbewegingen nauwkeurig te registreren en die registratie na elke handeling bij te werken. Daarmee hielden zij beter overzicht op de situatie op het spoor en konden zij hun diensten aan elkaar overdragen. Bij onregelmatigheden en ongevallen droegen deze registraties bij aan het achterhalen van de oorzaak.

#### Bloklengte
Bij de beveiliging van de vrije baan zonder vergrendelingen wordt de vrije baan tussen stations en/of emplacementen niet in blokken onderverdeeld. Tussen twee stations kan er maar één trein rijden. Dat beperkt de capaciteit. De capaciteit wordt begrensd door het langste baanvak, dus door de grootste afstand tussen twee opeenvolgende stations langs de spoorlijn.

#### Seinen
Bij beveiligingen zonder vergrendelingen ontbreken spoorwegseinen langs de spoorbaan. Een attribuut dat toestemming geeft om een baanvak te berijden kan gezien worden als een vroege vorm van een cabinesein. Het bezit van een dergelijk attribuut is ook op te vatten als een aanwijzing.

## Mechanisch blokstelsel
De klassieke of mechanische beveiliging maakte het mogelijk om de capaciteit spoorlijnen en emplacementen te verhogen en met seinen te beveiligen, wat de kans op ontsporingen en botsingen veel kleiner maakte.

### Het bloktoestel
In het bloktoestel zijn de apparatuur van de bediening en de beveiliging ondergebracht. Ook de apparatuur voor de veiligheidscommunicatie met bloktoestellen in andere seinhuizen zit in het bloktoestel.
Bloktoestellen zijn de eerste toestellen met vergrendelingsmechanismen die voorkomen dat een seinhuiswachter onveilige bedieningshandelingen uit kan voeren. Het vergrendelingsmechanisme zit in de linialenkast, wat een onderdeel is van het bloktoestel.
De bediening van seinen en wissels gebeurt met behulp van grote handels, die een wiel in beweging brengen waarover een ketting loopt. De ketting is aan beide uiteinden aan stalen draden verbonden, die op hun beurt met het bedieningsmechanisme van seinen en wissels verbonden waren. Zo konden vanuit één post wissels en seinen op een afstand van honderden meters van de post bediend worden.

### Bijzonderheden

#### Hedendaags gebruik
Op museumlijnen na is in Nederland geen klassieke beveiliging meer in gebruik. Mechanische beveiliging vereist naar moderne maatstaven veel personeel, zoals sein- en wisselwachters.

#### Registraties
Vrijwel alle spoorwegmaatschappijen lieten wachters een nauwkeurige registratie van de treinbewegingen bij te houden. Deze registratie was alleen nog van belang om wachters te kunnen controleren en om de oorzaak van eventuele onregelmatigheden te kunnen achterhalen. Het veiligheidsbelang van registraties voor het houden van overzicht van het treinverkeer is bij de mechanische beveiliging minder groot dan bij beveiligingen die op afspraken gebaseerd zijn.
Door het drukker worden van het treinverkeer kregen de registraties een ander, nieuw belang. Dit is het houden van het overzicht op de uitvoering van de dienstregeling. Dankzij de registratie van de uitvoering van de treindienst is menig misverstand over uitgevallen, vertraagde of onverwacht ingelegde trein opgelost.

#### Bloklengte
De komst van de mechanische beveiliging maakte het mogelijk om het spoor tussen stations in blokken te verdelen. Vooral in combinatie met dubbel spoor werd de capaciteit van het spoor daarmee flink vergroot. Als een spoor tussen stations in blokken is onderverdeeld kan een volgende trein al vertrekken als een voorgaande trein het eerste blok verlaten heeft, en niet pas als een voorgaande trein bij het volgende station is aangekomen. De bloklengte die gebruikt werd in de tijd van de mechanische beveiliging was nog relatief groot. Vaak vele kilometers, veel langer dan de remweg van treinen.

#### Seinen
Bij bloklengtes die beduidend langer zijn dan de remweg van de treinen wordt er gebruik gemaakt van voorseinen en hoofdseinen. Een hoofdsein geeft toegang tot het volgende blok. Op remwegafstand van het hoofdsein staat een voorsein, dat de stand van het hoofdsein aankondigt. Het hoofdsein kende twee mogelijke standen:
- veilig, het volgende blok is vrij, voorbijrijden toegestaan
- onveilig, stop voor dit sein

Het voorsein kon dus ook twee standen aangeven:
- het hoofdsein toont veilig
- het hoofdsein toont 'stop voor dit sein', daarom afremmen en rekening houden met een opdracht om te stoppen

## Relaisbeveiligingen
De komst van de elektromechanica werd het mogelijk om spoorwegbeveiliging te automatiseren. Wissels konden omgezet worden met wisselstellers met elektromotoren. De beveiliging kon opgebouwd worden met relais in plaats van met linialen. Telegraafkabels werden vervangen door bekabeling voor de elektromechanische beveiliging.

### Relais
Speciale veiligheidsrelais vervingen de mechanische rijwegbeveiligingen. Grote tableaus waarop de sporensituatie in beeld gebracht was en waarop afgebeeld werd wat de wisselstanden waren en welke sporen door treinen bezet waren kwamen in de plaats van de bloktoestellen. Relais voor de bediening zijn bekend als J-relais en relais voor de beveiliging als B-relais.

### Toepassingen
De blokbeveiliging met relais wordt aangeduid als automatisch blokstelsel. Blokbeveiliging is zover geautomatiseerd dat de treindienstleider er geen invloed op uit kan oefenen.

Een minder ver geautomatiseerde toepassing is de ter plaatse bediende relaisbeveiliging (TPBR).

Een systeem voor de veilige bediening van emplacementen op basis van relais is de NX-beveiliging.

Relaisbeveiliging maakt het mogelijk om de bediening van stations te centraliseren. Systemen om een spoortraject met meerdere emplacementen of stations te bedienen zijn centrale verkeersleiding (CVL) en een goedkopere variant, met minder bedieningsmogelijkheden, is bekend als vereenvoudigde centrale verkeersleiding (VCVL).

### Bloklengte
Omdat de beveiliging van de vrije baan met behulp van relaistechniek geheel geautomatiseerd kan worden konden blokken tegen relatief geringe kosten korter worden.

#### Blokverdichting

Een blokstelsel met verkorte blokken en seinen naar Nederlands voorbeeld

Blokverdichting is het optimaliseren van blokken zodat de capaciteit van het baanvak maximaal benut kan worden. Blokken worden dan zo kort mogelijk gemaakt, tot de maximaal benodigde remwegafstand. Daarbij krijgen blokken op een baanvak zoveel mogelijk dezelfde lengte. Soms wordt gesproken over het optimaliseren van de plaatsing van seinen, waarmee hetzelfde wordt bedoeld. De capaciteit van een spoorlijn wordt begrensd door het langste blok in een traject. Het blijkt dat de verkorting van de blokken aan het begin en het eind van het traject eerder bijdragen aan de vergroting van de capaciteit dan de verkorting van blokken in het middendeel van het spoortraject.
Bij minder drukke lijnen kan de blokafstand groot zijn, soms zelfs even groot als de afstand tussen twee stations. Bij lange blokken staat aan het begin van ieder blok een hoofdsein, dat al of niet toestemming geeft om het blok binnen te rijden. Op enige afstand daarvoor, tot bijna twee kilometer, staat een voorsein dat aankondigt wat het seinbeeld van het hoofdsein zal zijn. Bij de maximumsnelheden op het Nederlandse spoor, vaak 140 km/h en soms 160 km/h, is die afstand ongeveer 1,5 respectievelijk 1,8 kilometer. Dat is de maximale remwegafstand die de traagst remmende trein nodig heeft om van de maximumsnelheid tot stilstand te komen.
Als de bloklengte verkort wordt en de lengte in de buurt komt van de afstand tussen voor- en hoofdsein, dan worden voor- en hoofdsein samengevoegd. Een sein moet dan drie seinbeelden kunnen tonen dat:
- Veilig, het volgende en daarop volgende blok zijn vrij. Het sein mag gepasseerd worden, en ook het volgende sein mag gepasseerd worden. Daarom mag de trein met onverminderde snelheid doorrijden tot het volgende sein.
- Het volgende blok is vrij maar het daaropvolgende blok niet. Het sein mag gepasseerd worden, maar het volgende sein toont 'stop voor dit sein'. Daarom remmen en er rekening mee houden dat het volgende sein opdracht geeft om te stoppen.
- Onveilig, stop voor dit sein.

In Nederland worden hier respectievelijk de seinbeelden groen, geel en rood voor gebruikt. In België ook, maar de opdracht om snelheid te minderen wordt met twee oranje lichten in plaats van met één oranje licht aangegeven. In veel andere landen worden deze kleuren weliswaar ook gebruikt, met ruwweg dezelfde betekenis, maar wordt veel vaker meer dan één licht getoond.
Kort volgen is een term die gebruikt wordt voor maatregelen om de capaciteit van een spoorweg te vergroten door treinen dichter op elkaar te laten rijden, uiteraard binnen de veiligheidsnormen. Blokverdichting is een doeltreffende maatregel voor kort volgen.

#### Verkorte blokken
Het is mogelijk om blokken nog korter te maken, bijvoorbeeld door de minimaal benodigde remweg in drie blokken onder te verdelen. Dat vereist seinen die nog meer seinbeelden kunnen tonen. De Nederlandse seinen, het seinstelsel '55, is daar in principe geschikt voor. Maar in combinatie met relaisbeveiligingen is dit wel erg kostbaar.
Bij gebruik van het Franse TVM op hogesnelheidslijnen wordt de remweg zelfs in wel vijf of zes blokken opgedeeld. Blokken zijn bij TVM ongeveer twee kilometer lang en de remweg op hogesnelheidslijnen is dan dus tien of twaalf kilometer.
Blokken die korter zijn dan de minimaal benodigde remwegafstand worden verkorte blokken genoemd. Een aankondiging van een stoptonend sein (rood sein) moet dan niet één maar twee blokken voorafgaand aan dat rode sein aan de machinist of treinbestuurder getoond worden. Hiermee wordt de capaciteit van een spoorweg verder verhoogd. Om verwarring en desoriëntatie van de treinbestuurder te voorkomen is er altijd een verschil tussen de seinbeelden van de seinen voor het stoptonende sein.
- Veilig, de drie volgende blokken zijn vrij. Ook de twee volgende seinen zullen voorbijrijden toestaan. Daarom mag de trein met onverminderde snelheid doorrijden tot het volgende sein.
- De twee volgende blokken zijn vrij maar het daaropvolgende blok niet. Het sein mag gepasseerd worden, maar het volgende sein toont 'remmen en rekening houden met een opdracht om te stoppen'. Begin daarom nu al met remmen, want de afstand tussen het volgende sein en het daarop volgende sein is te kort om te remmen tot stilstand.
- Het volgende blok is vrij maar het daaropvolgende blok niet. Het sein mag gepasseerd worden, maar het volgende sein toont 'stop voor dit sein'. Daarom remmen en er rekening mee houden dat het volgende sein opdracht geeft om te stoppen.
- Stop voor dit sein.

In Engeland gebruikt men bijvoorbeeld dubbel geel voor het sein dat twee blokken van het rode sein verwijderd is en enkel geel voor het sein dat een blok van het rode sein verwijderd is. In Nederland worden de seinbeelden geel‑4‑knipper — geel — rood gebruikt, en in België groen‑geel verticaal — dubbel geel — rood.
Verkorte blokken zijn kostbaar in aanleg en onderhoud omdat meer en ingewikkelder seinen nodig zijn. In de praktijk blijken verkorte blokken het meest effectief te zijn aan het begin en aan het eind van een traject. Om die reden wordt de toepassing van verkorte blokken bijna alleen op die plaatsen toegepast.

## Elektronische blokbeveiliging

### Micro-elektronica
Micro-elektronica voor de vergrendeling van rijwegen is sinds de eeuwwisseling beschikbaar en biedt meer flexibiliteit en meer bedieningsmogelijkheden dan de relaisbeveiliging. Een uitdaging bij de invoering van elektronische rijwegbeveiliging is de integratie met bestaande systemen. Het gaat daarbij om
- relaisbeveiligingen bij aangrenzende bedieningsgebieden
- systemen om treinen te volgen, want het is voor de besturing van druk treinverkeer belangrijk te weten welke trein waar is
- systemen voor treindetectie

Een probleem van relaisbeveiligingen is dat er steeds minder bedrijven zijn die veiligheidsrelais leveren en onderhouden, waardoor het gebruik en vooral het onderhoud van relaisbeveiligingen duurder wordt en de zekerheid dat defecten snel gerepareerd kunnen worden afneemt.

### Bediende baan
Elektronische blokbeveiliging maakt het economisch mogelijk om de baan bedienbaar te maken, zodat de treindienst meer mogelijkheden heeft om bij verstoringen in te grijpen. Hij kan een bijvoorbeeld een locomotief vanuit de bestemming naar een defecte trein sturen, waarbij de locomotief dus tegen de oorspronkelijke rijrichting van de defecte trein inrijdt. Bij een elektronische blokbeveiliging kan dat volledig beveiligd ondersteund worden. Nieuwe spoorwegen, zoals de HSL-Zuid en de Betuweroute, en ook spoorwegen die geheel vernieuwd worden, zoals bij het viersporig maken van het traject Amsterdam-Utrecht, worden daarom ingericht als bedienbare baan.

### Bloklengte

#### Verkorte blokken
Het is mogelijk om blokken nog korter te maken dan de helft van de maximaal benodigde remweg, dus door de lengte van blokken te verkorten tot een derde of nog minder van de maximaal benodigde remweg. Dat vereist seinen die nog meer seinbeelden kunnen tonen. De Nederlandse seinen, het seinstelsel '55, en ook het Belgische seinstelsel zijn in principe geschikt om kleinere bloklengten te ondersteunen.
Hoe meer blokken een remweg telt, hoe meer seinbeelden de baanseinen moeten kunnen tonen en ingewikkelder de baanseinen worden. Verkorte blokken zijn daarom kostbaar in aanleg en onderhoud. Het ligt dan steeds meer voor de hand om cabinesignalering te gebruiken. Een voorbeeld vormt het Franse TVM op hogesnelheidslijnen. Daarbij wordt de remweg in wel vijf of zes blokken opgedeeld. Blokken zijn bij TVM ongeveer twee kilometer lang en de remweg op hogesnelheidslijnen is dan dus tien of twaalf kilometer.
In de praktijk blijken verkorte blokken het meest effectief te zijn aan het begin en aan het eind van een traject. Dat zijn dus de plaatsen waar de blokken het kortst zijn.

#### Zwevende blokken

Schema van zwevende blokken. De in rood aangegeven bezetspoorindicatie 'zweeft' met de trein mee, net als de in geel aangegeven ruimte voor de remweg. De in groen aangegeven rijtoestemming beweegt zich 'stapsgewijs' voor de trein uit.

De treinbeïnvloedings- en besturingssystemen van de nieuwste generatie, zoals het Europese ERTMS, het Noord-Amerikaanse PTC en het CBTC dat veel voor drukke metro- en stadsspoorlijnen wordt gebruikt, maken het mogelijk om de verdeling van een spoorweg in blokken achterwege te laten. De trein houdt dan zelf zijn positie bij, en geeft aan de apparatuur van de spoorverkeersleiding door welk deel van de spoorweg hij bezet houdt. De spoorbezetting valt dan niet samen met een blokverdeling van het spoor, maar beweegt met de trein mee. Men spreekt dan van zwevende bokken of van glijdende blokken. De beveiliging werkt dan als volgt:
1. Treinen houden zelf de positie bij van hun voor- en achterzijde. De trein weet dus precies welk stuk van de spoorbaan hij bezet houdt. Om meetfouten te compenseren hanteert de treinapparatuur een veilige marge, zodat het stuk spoor dat de trein bezet houdt langer is dan de trein zelf.
2. De trein geeft voortdurend aan de beveiligingsapparatuur van de spoorverkeersleiding door welk deel van het spoor hij bezet houdt.
3. De beveiligingsapparatuur van de spoorverkeersleiding geeft via een radioverbinding toestemming aan treinen om met een bepaalde maximumsnelheid tot een bepaald punt te rijden. De remweg wordt niet aan de trein doorgegeven.
4. De treinapparatuur berekent de remweg op basis van de treinsnelheid, de kenmerken van de trein en de kenmerken van de spoorbaan. De treinapparatuur geeft alle informatie door aan de machinist door middel van het cabinesein in de trein. Ook controleert de treinapparatuur of de trein binnen de opgegeven grenzen blijft en grijpt zo nodig in met een automatische remming.

De treinapparatuur heeft bij zwevende blokken een belangrijke functie. Omdat de trein steeds zijn eigen remweg berekent, bevindt het deel van het spoor dat voor die remweg wordt vrijgehouden zich direct voor de trein. Het zweeft met de trein mee. Bij vaste blokken bevindt de ruimte voor de remweg zich juist aan de achterzijde van het spoordeel dat een trein bezet houdt. Bij zwevende blokken ontvangt een trein periodiek rijtoestemmingen via de apparatuur van de spoorverkeersleiding. Een nieuwe rijtoestemming kan verder reiken dan de voorgaande. Zo worden het punt waarop de trein moet beginnen met remmen en het punt waarop de trein stil moet staan stapsgewijs voor de trein uitgeschoven.
Een rijtoestemming reikt maximaal tot aan de bezetspoorindicatie van de voorgaande trein. Uiterlijk als de remweg van een achteropkomende trein het einde van zijn rijtoestemming bereikt, en soms dus de bezetspoorindicatie van een voorgaande trein raakt, zal de achteropkomende trein gaan remmen. Als de eerste trein stil staat kan de achteropkomende trein uiteindelijk zo ver doorrijden dat de bezetspoorindicaties van beide treinen elkaar raken. Treinen staan dan vlak achter elkaar stil, in plaats van op blokafstand.

#### Zeer korte blokken
Als blokken verkort worden tot ongeveer 200 meter, dan is er voor het leiden van het treinverkeer geen wezenlijk verschil meer tussen deze technieken. Ook in uitzonderlijke situaties kunnen treinen elkaar dan vrijwel even snel opvolgen, voor de uitvoering van de treindienst bieden zwevende blokken dan geen merkbaar voordeel meer.

### Cabineseingeving
In plaats van baanseinen zijn ook cabineseinen mogelijk. Men spreekt dan van cabineseingeving. Er staan dan weinig of geen seinen langs de baan, maar seinen worden in de cabine zichtbaar gemaakt. Bij het toepassen van verkorte blokken leveren cabineseinen eenvoudiger seinbeelden op dan baanseinen. Als blokken zo kort worden als de helft van de remweg is cabineseingeving al snel onmisbaar. Bij zwevende blokken zijn cabineseinen ook onmisbaar. Cabineseingeving wordt ook noodzakelijk geacht bij hogere snelheden omdat het in de combinatie van hoge snelheden en slecht zicht voor machinisten of treinbestuurders niet meer mogelijk is om seinen betrouwbaar af te lezen.
Voorbeelden van cabineseingeving zijn het ETCS dat onderdeel is van het ERTMS en de systemen voor cabineseingeving en treinbeïnvloeding TVM van de Franse TGV, en LZB dat in Duitsland wordt gebruikt.